# Proconura
Proconura is een geslacht van vliesvleugeligen uit de familie bronswespen (Chalcididae). De wetenschappelijke naam van dit geslacht is voor het eerst geldig gepubliceerd in 1915 door Dodd.

## Soorten
Het geslacht Proconura omvat de volgende soorten:
- Proconura aenea (Fabricius, 1793)
- Proconura aeneonitens (Graham, 1983)
- Proconura africana (Schmitz, 1946)
- Proconura asiatica Narendran, 1989
- Proconura asikae (Nikol'skaya & Kyao, 1954)
- Proconura barbara (Masi, 1929)
- Proconura blanda (Nikol'skaya, 1960)
- Proconura caryobori (Hanna, 1934)
- Proconura dexius (Walker, 1838)
- Proconura doriae (Masi, 1929)
- Proconura emarginata (Roy & Farooqi, 1984)
- Proconura emendata (Nikol'skaya, 1960)
- Proconura eublemmae (Steffan, 1951)
- Proconura eurygena Liu, 2001
- Proconura incongruens (Masi, 1932)
- Proconura ishiii (Habu, 1961)
- Proconura microgastricida (Steffan, 1951)
- Proconura minusa Narendran, 1989
- Proconura murrayi (Girault, 1929)
- Proconura nigripes (Fonscolombe, 1832)
- Proconura orientalis (Husain, Rauf & Kudeshia, 1985)
- Proconura parvula (Girault & Dodd, 1915)
- Proconura persica Delvare, 2011
- Proconura philippinensis (Masi, 1929)
- Proconura politiventris Dodd & Girault, 1915
- Proconura propinqua (Nikol'skaya, 1960)
- Proconura pseudonebulosa (Masi, 1934)
- Proconura punica (Masi, 1929)
- Proconura seminigripes (Girault, 1926)
- Proconura shakespearei Girault, 1928
- Proconura tachinivora (Steffan, 1951)
- Proconura v-carinata (Girault, 1927)
- Proconura yamamotoi (Habu, 1976)